# Double Fantasy (canção)
"Double Fantasy" é uma canção gravada pelo cantor canadense The Weeknd com a participação do rapper estadunidense Future, lançada em 21 de abril de 2023 através das gravadoras XO e Republic Records, como o primeiro single do álbum The Idol, Vol. 1, trilha sonora da série de televisão The Idol, do HBO. A faixa foi composta pelos artistas em conjunto com Metro Boomin e Mike Dean, com a produção de The Weeknd, Boomin e Dean. O nome da canção foi inspirado no álbum de mesmo nome do cantor britânico John Lennon em colaboração com a artista japonesa Yoko Ono, lançado originalmente em 1980.

## Recepção crítica
Em uma crítica mista para a revista Pitchfork, Shaad D'Souza escreveu que a canção foi "luxuosamente produzida" e que era "conscientemente cafona e desprezível". Ele elogiou os vocais de The Weeknd por parecerem fáceis, mas criticou os versos de Future como sendo "padrão" e sua entrega "soporífica".